# El botón de nácar
El botón de nácar és un documental dirigit, escrit i narrat per Patricio Guzmán i produït per Renate Sachse, estrenat el 15 d'octubre de 2015. El documental va guanyar el premi del Jurat Ecumènic i l'Os de Plata al millor guió al 65è Festival Internacional de Cinema de Berlín de 2015. A la III edició dels Premis Platino de 2016 va obtenir el Millor pel·lícula documental. També al 2016 va assolir el César al millor documental.

## Trama
L'oceà conté la història de la humanitat. La mar guarda totes les veus de la terra i les que venen des de l'espai. L'aigua rep l'impuls de les estrelles i les transmet a les criatures vivents. L'aigua, el límit més llarg de Xile, també guarda el secret de dos misteriosos botons que es troben en el fons de l'oceà. Xile, amb les seves 2670 milles de costa i l'arxipèlag més llarg del món, presenta un paisatge sobrenatural. En ella estan els volcans, muntanyes i glaceres. En ella estan les veus dels indígenes patagons, els primers mariners anglesos i també els presoners polítics. Es diu que l'aigua té memòria. Aquest film mostra que també té una veu.

## Títol
El títol va ser inspirat en Jemmy Button, un originari yamana que va acceptar viatjar a Anglaterra a canvi d'un botó de nacre. Això es va considerar com a fet simbòlic del començament d'un procés de pèrdua d'identitat dels pobles originaris, ja que després de passar un any al país anglosaxó, en tornar mai va ser el mateix. El segon fet simbòlic és per un botó de camisa descobert durant una recerca en 2004 pel jutge xilè Juan Guzmán. El botó estava incrustat a riells recuperats de la mar, que es va utilitzar per a mantenir sota l'aigua els cossos dels detinguts i assassinats llançats a la mar durant la dictadura de Pinochet.

## Recepció
En la seva majoria, El botón de nácar ha tingut qualificacions positives per part de la premsa i crítics especialitzats.
| País    | Mitjà / Autor(a)            | Crítica | Tendència        |
| ------- | --------------------------- | --- | ---------------- |
| Espanya | El Mundo Luis Martínez      | «Perfecta en la seva transparència; encegadora en el seu dolor. I sempre clarivident.» | Crítica positiva |
| Espanya | Fotogramas Sergi Sánchez    | «El registre poètic que utilitza Guzmán, més les hipnòtiques imatges és Malick pur. Però Guzmán té un objectiu polític (...) No tot funciona (...) S'agraeix, no obstant això, la seva visió singular del món»                                                       | Crítica positiva |
| Espanya | ABC Federico Marín Bellón   | «Profunditat i bellesa. (...) l'espectador que vulgui quedar-se amb la sorprenent geografia xilena trobarà motius per veure recompensat el preu de l'entrada. Qui vulgui seguir el rastre a les seves metàfores gaudirà encara més amb la seva sàvia visió del món.» | Crítica positiva |
| Espanya | El País Jordi Costa         | «Treball lúcid i magistral» | Crítica positiva |
| Espanya | El Mundo Francisco Marinero | «La pel·lícula resulta molt interessant en mostrar paisatges i fets històrics poc coneguts o simplement ignorats o ocultats per una voluntat política que explica l'enigmàtic títol.»                                                                                | Crítica positiva |
| Espanya | El Periódico Nando Salvá    | «És una pena que tiri mà d'una metàfora aquàtica francament agafada pels pèls, i de les divagacions sobre el cosmos i els quàsars que subministra la soporífera narració de Guzmán.»                                                                                 | Crítica negativa |
| Espanya | Cine Premiere Carlos Bonfil | «Una nova exploració del passat polític del seu país en l'única forma que sembla avui acceptable per al govern xilè i bona part del seu poble: a través de l'al·legoria i l'al·lusió metafòrica.»                                                                    | Crítica positiva |